# Neocondeellum
Neocondeellum es un género de Protura en la familia Protentomidae, propio de China, Japón, y América del Norte.

## Especies
- Neocondeellum americanum Bernard, 1985
- Neocondeellum brachytarsum (Yin, 1977)
- Neocondeellum chrysalis (Imadaté & Yin, 1979)
- Neocondeellum dolichotarsum (Yin, 1977)
- Neocondeellum japonicum Nakamura, 1990
- Neocondeellum matobai (Imadaté, 1974)
- Neocondeellum minusculum Nakamura, 1990
- Neocondeellum wuyanense Yin & Imadaté, 1991
- Neocondeellum yinae Zhang, 1987